# Palms-Southern Pacific Railroad Depot
La Palms-Southern Pacific Railroad Depot è una vecchia e storica stazione-deposito, ai tempi appartenente alla Atchison, Topeka and Santa Fe Railway, costruita tra il 1886 ed il 1888. Lo stabile, in legno a due piani, era originariamente situato all'angolo tra National Boulevard e Vinton Avenue a Los Angeles.
Quando il deposito venne aperto, questi era meglio noto come "Grasshopper Stop" ("Fermata della Cavalletta"), perché all'epoca sciami di cavallette erano spesso presenti sul posto come nuvole. La Southern Pacific in seguito cambiò il nome della stazione in "The Palms", facendo cambiare nome anche alla comunità circostante. Essendo uno dei due soli depositi su una linea ferroviaria di quindici miglia tra Los Angeles e Santa Monica (l'altra era la Ivy Station di Culver City), il deposito divenne il fulcro di una crescente comunità agricola.
Fra gli anni '20 e gli anni '40, il business cinematografico divenne dominante nell'area fra Palms e Culver City; star del cinema, tra cui Clark Gable, potevano essere visti passare mentre andavano a lavorare negli studi vicini. Celebre fu anche l'ultima scena del corto Concerto di violoncello, girata proprio dinanzi alla stazione, con protagonisti Stan Laurel ed Oliver Hardy.
Nel 1953, venne chiusa la Red Car line ed il deposito fu abbandonato. Dato che l'area circostante divenne una comunità residenziale suburbana, il deposito divenne a sua volta un simbolo del declino circostante.
All'inizio degli anni '60, la truppa 49 dei Culver-Palms Boy Scout intraprese l'abbellimento del deposito, usandolo come luogo di incontro. Il Los Angeles Cultural Heritage Board dichiarò l'edificio come monumento storico-culturale di Los Angeles, nel 1963; fu la ventiduesima struttura a ricevere la designazione di monumento storico. Nonostante la designazione, il deposito rimase vuoto e vittimizzato da vandali e graffiti, cadendo in grave disfavore nei primi anni '70.
Il corpo dei vigili del fuoco di Los Angeles condannarono la struttura proponendo la sua demolizione, ma i conservazionisti riuscirono a salvarla. Nel 1976, la Los Angeles Cultural Heritage Foundation raccolse fondi per spostare la struttura all'Heritage Square Museum, nel quartiere Montecito Heights. Il deposito si trova all'ingresso dell'Heritage Square ed ospita un negozio di souvenir del museo.